# Музыка Камбоджи

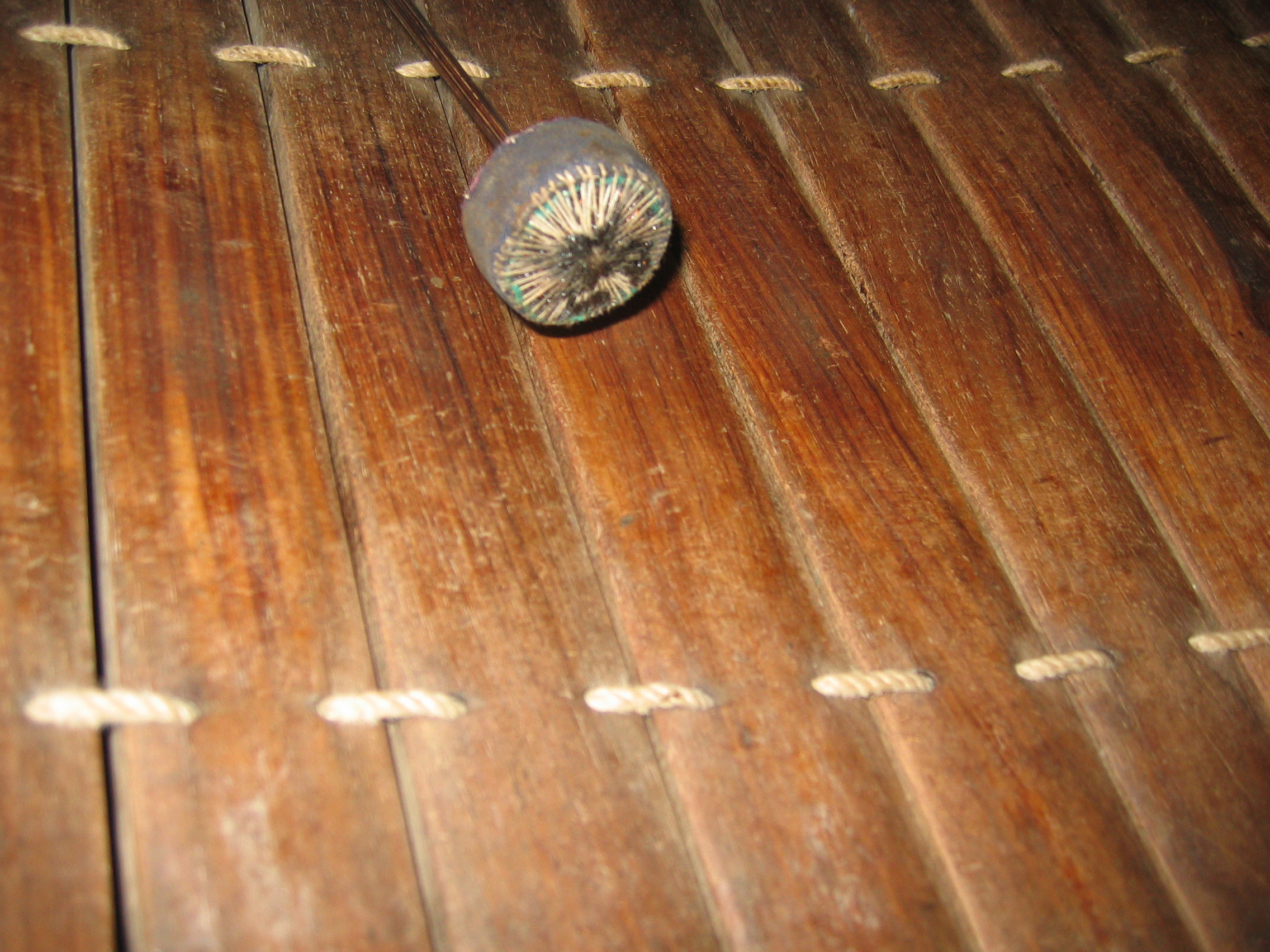
Ронит — своего рода бамбуковый ксилофон

Музыка Камбоджи имеет многовековую историю. Основу музыкальной культуры страны составляет музыкальное искусство кхмеров, свой вклад вносят музыкальные традиции других народностей — вьетнамцев, китайцев, тямов и горных кхмеров.

## История
Из народных форм музыки известны «чапей» и «а яй». Первая из них популярна среди старшего поколения и чаще всего исполняется одним человеком на камбоджийской гитаре (чапей), который в промежутках между музицированием декламирует тексты. Тексты песен, как правило, посвящены моральной или религиозной тематике.
Музыка в жанре «а яй» исполняется соло или дуэтом мужчины и женщины и часто носит комический характер, с широким использованием экспромтов. Жанр «пленг каах» (буквально — «свадебная музыка») представляет собой набор традиционной музыки и песен для сопровождения различных обрядов традиционной кхмерской свадьбы, которая длится много дней.
Традиции кхмерской народной музыки существовали почти неизменными на протяжении веков, включая период французского колониального господства. После обретения Камбоджей независимости, до прихода к власти красных кхмеров правительство страны уделяло немалое внимание развитию национальной музыки. Так, в 1966 году в Пномпене был создан Институт изящных искусств, где велась подготовка профессиональных актёров, музыкантов, танцоров, а также построен концертный зал, в котором происходили выступления танцевальных групп института (как правило, для высокопоставленных иностранных делегаций, дипломатического корпуса и т. д.). На базе Института изящных искусств также был создан оркестр, ориентированный на исполнение европейской классической музыки.
В 1960-70-х годах в Камбодже стала практиковаться и поп-музыка. Наиболее известными исполнителями в этом жанре были эстрадные певцы Сын Сисамут и Руох Серейсоттхеа. Но во время пребывания у власти красных кхмеров культурные учреждения были ликвидированы, многие классические и популярные певцы 60-70-х годов убиты или отправлены в лагеря, а записи музыки того периода — утрачены или уничтожены.
В 1980-х годах Кео Сурат (камбоджийский беженец, поселившийся в США) и другие камбоджийские эмигранты выступали с популярными песнями, стилизованными под традиционную камбоджийскую музыку. В 1980-е и 1990-е годы также росла популярность музыки в стиле кантрум, характерного для северных кхмеров, в современной аранжировке.
Австралийская хип-хоп группа Astronomy Class записала несколько песен в исполнении певицы Как Чанти, урождённой камбоджийки.

## Инструменты
Главную роль среди традиционных музыкальных инструментов Камбоджи играют ударные: барабаны — сампхо (завезён в ЮВА из арабских стран), чхайям (деревенские танцоры носят его на ремне через плечо, аккомпанируя танцам), литавры — ско-тхом (обязательный инструмент для танцевальных оркестров); гонги, используемые широко во время праздничных шествий; в классическом камбоджийском оркестре есть инструмент конг-тхом, составленный из 16 маленьких гонгов. Среди духовых инструментов главное место принадлежит гобоям — пей о, пра пей, пей-пок, и флейте — кхлой; у народности пеар имеется инструмент, состоящий из 5-6 флейт, — пхла.